# Бакшан
Бакшан — деревня в Октябрьском районе Челябинской области России. Входит в состав Борового сельского поселения.

## Население
| 2002 | 2010 |
| ---- | ---- |
| 155  | ↘89  |

(в 1926 — 236, в 1970 — 490, в 1983 — 218, в 1995 — 197).

## Улицы
- Южная улица